# 潞安府
潞安府，明朝时设置的府。

潞安府在山西省的位置（1820年）

嘉靖三年（1524年）陳卿在潞州的青羊山起義，嘉靖七年（1528年）被鎮壓。嘉靖八年（1529年）二月二十八日朝廷依在潞州料處後事的兵科都給事中夏言意見升潞州為潞安府，治所在长治县（即今山西省长治市）。同時割去壼関十里、潞城十六里、黎城五里於青羊里置平順縣。辖境约当今山西长治、襄垣、黎城、长子、屯留、平顺、壶关等市县地。明朝时，潞安府为丝织业的中心，有机户千家，以产“潞绸”著名。辛亥革命后，全国废府存縣，废。

## 延伸阅读
[在维基数据编辑]
 《欽定古今圖書集成·方輿彙編·職方典·潞安府部》，出自陈梦雷《古今圖書集成》